# Río Azuer
El río Azuer es un río del centro de la península ibérica, afluente del Guadiana que discurre íntegramente por la provincia de Ciudad Real (España), en dirección noroeste, en un tramo de unos 100 km entre el Campo de Montiel y la llanura Manchega. Tributa por la margen izquierda en el interior del parque nacional de las Tablas de Daimiel. De origen principalmente freático en su cabecera, su caudal es muy variable, con acusados estiajes e incluso períodos de varios años sin correr.

## Particularidades
Su definición es bastante confusa, ya que muchos mapas denominan como "Guadiana" al tramo aguas abajo de su confluencia con los aportes de un hidrohumedal de descarga (denominado Ojos del Guadiana) con cuya corriente se unía, en tiempos, cerca del paraje del antiguo molino de "La Máquina", en el término municipal de Daimiel. Así, considerando que dichas surgencias comprenden un curso de apenas 10 km aguas arriba, que desde 1984 permanecen secas o apenas encharcadas, pero sin llegar a correr, y que se ha modificado sustancialmente la configuración hidrogeológica aguas abajo, impidiendo que dichos Ojos puedan llegar a manar de forma consistente, no existe ningún tributario que justifique tal cambio de denominación en ese último tramo.
De hecho, por longitud, podrían establecerse 2 posibles cabeceras del Guadiana; la formada por el río Cigüela, en los Altos de Cabrejas (Cuenca) o la fuente de las Lagunas de Ruidera, la Laguna Blanca, en Ciudad Real, junto con el Canal del Guadiana o del Gran Prior. Ambas confluyen en el río Cigüela.

## Curso del río
Nace en pleno corazón del Campo de Montiel, cerca del lugar llamado «Fuente Blanca», en el término de Villahermosa. Al igual que el Canal del Guadiana, se nutre en parte de las aguas subterráneas del acuífero del Campo de Montiel (antiguo Acuífero 24), que rebosan en su límite Sur por las Lagunas de Ruidera y al oeste a través de los ríos Cañamares y Tortillo, y por los arroyos de la Fuente Blanca y Alhambra. 
Tras pasar cerca de Carrizosa, su curso se dirige hacia Alhambra, en cuyo término se encuentra su único embalse, el de Puerto de Vallehermoso. Cruza el término de La Solana, y por los núcleos urbanos de Membrilla, Manzanares y Daimiel, atravesando humilde parte de La Mancha. 

## Geomorfología y paisaje

### Del nacimiento hasta el pantano
El Azuer nace en una meseta bastante elevada, con alturas en torno a los 1000 m s. n. m., en terrenos intensamente antropizados, con pequeñas manchas de dehesa o monte bajo dispersas entre grandes parcelas de cultivos herbáceos. Comparte lugar de nacimiento con el Jabalón, de cuya fuente apenas dista 6 km. Es un río cuyas fuentes provienen del acuífero del Campo de Montiel y en mucha menor proporción de la escorrentía de otras pequeñas sierras que atraviesa. El caudal de sus fuentes presenta, por tanto, cierta inercia tras los períodos de lluvia. Por el mismo motivo, las precipitaciones han de ser muy intensas o continuas para que se vean correr las cañadas y arroyos tras los períodos de sequía.
Aguas abajo de su nacimiento, el río se encajona en un valle estrecho, profundo y sinuoso, con abundante vegetación en ambas laderas, hasta poco antes de su confluencia con sus afluentes Cañamares y Tortillo, en el paraje denominado "Cortijo de los Palacios". En adelante y hasta su entrada al pantano de Vallehermoso encara una vega ancha y llana, muy modificada por la acción humana. En ella presenta un cauce principal y hasta 3 canales secundarios, realizados con fines agrícolas, rasgo también muy característico aguas abajo.

### Pantano de Vallehermoso
El embalse de Vallehermoso aprovecha una cerrada bastante sinuosa, por la que el río discurría encajonado. En 1988 se culminó la obra de la presa, construida de grava y piedra compactados, con su coronación elevándose 25 metros sobre el fondo del valle. El desaguadero está dotado de 3 compuertas tipo Tainter de 5m de anchura, capaces de desembalsar más de 80.000 litros/segundo, así como un desagüe de fondo regulable, de menor entidad, y varias tomas de agua flotantes. No dispone de aprovechamiento eléctrico ni escala de peces, ocupa una superficie de 120 ha. y cúbica 6,7 hm³, proporcionando abastecimiento y riego a varias localidades próximas: La Solana, Alhambra y San Carlos del Valle.
Cabe preguntarse si el pantano, erigido cuando ya se había declarado la sobreexplotación del acuífero 23 y habían prácticamente desaparecido los aportes al Parque Nacional de Las Tablas (salvo el propio Azuer) no debería haber tenido un carácter meramente regulador y de laminación de avenidas para garantizar la continuidad del aporte hídrico al espacio protegido, y en ningún caso de abastecimiento para el regadío.
Apenas a 1,5 km aguas abajo del pantano, el Azuer confluye con el arroyo de Alhambra, que recibe las aguas de las sierras ubicadas al oeste del municipio homónimo. Dada la escasa entidad de la cuenca receptora y lo escarpado y deforestado de sus laderas, el curso permanece habitualmente seco excepto tras episodios de lluvia intensa.

### Paso por las poblaciones manchegas
El río discurre a continuación hacia el Oeste, pasando a cierta distancia de la población de La Solana, para girar al Norte y encarar la localidad de Membrilla. En esta zona, existen varios "caces" o canales laterales, la mayoría excavados siglos atrás para el aprovechamiento agrícola de sus vegas o para alimentar antiguos molinos harineros como El Rezuelo en esta localidad. La misma configuración se mantiene a su paso por Membrilla y Manzanares, incluso varios kilómetros aguas abajo. Al alcanzar el término de Daimiel, solo existe un único canal artificial, varias veces dragado y profundizado para reducirlo a la mínima expresión. Aguas abajo de Daimiel, tras cruzar su puente medieval, su rectilíneo trazado evidencia un encauzamiento, rectificación y profundización a lo largo de 7 kilómetros realizado en la década de 1970, con los escombros de la obra aún amontonados en las márgenes casi medio siglo después.

## Régimen hidrológico
El Azuer presenta un caudal medio (0,44m³/s) comparable al de un pequeño arroyo; no es infrecuente que se seque durante el verano -principalmente en su curso bajo-, pasando en ocasiones uno o más años sin correr. Desde la fuente hasta el pantano, su estiaje es sustancialmente menor y sus sequías mucho menos frecuentes, de igual forma que los caudales en la desembocadura suelen ser marcadamente inferiores debido a la infiltración, evaporación o derivación a varias excavaciones ilegales en el término de Daimiel.
Si bien el pantano debería servir regular los mismos y mantener un caudal ecológico mientras sea posible, habitualmente han tenido preferencia la demanda ejercida sobre el pantano. Desde su construcción y hasta 2009, la presencia de varias extracciones clandestinas junto a los cauces de sus fuentes -que prácticamente drenaban el caudal-, el pantano difícilmente se llenaba. En noviembre de 2009, poco después de que dichas extracciones fueron clausuradas, se produjo un inusual (por lo intenso) episodio de lluvias que mantuvo el pantano desbordado varios meses durante los siguientes 2 años. Tras este episodio, y en los 2 años posteriores en que hubo agua en abundancia, se mantuvo una suerte de caudal ecológico aunque, por su escasa entidad, se evaporaba o infiltraba totalmente a pocos kilómetros aguas abajo del pantano, en cuanto comenzaban los rigores veraniegos.

### Estiajes recientes
Registrados en la estación de medición de Daimiel, y por tanto, hasta su desembocadura en Las Tablas. El fenómeno, medido aguas arriba, puede haber tenido períodos de ocurrencia distintos -y menores-.
Marzo de 1988 - diciembre de 1996 (8 años y 8 meses)
Junio - noviembre de 1997 (5 meses)
Mayo de 1998 - diciembre de 2009 (11 años y 7 meses)
Mayo - noviembre de 2010 (6 meses)
Mayo - septiembre de 2011 (4 meses)
Junio de 2012 - enero de 2013 (7 meses)
Marzo de 2014 - actualidad (8 años y 2 meses)

## Estado de conservación
El estado del río, tanto a nivel físico, hídrico como de ecosistema, es pésimo. Partiendo de su régimen altamente estacional y sus caudales fluctuantes, al igual que el embalse de Peñarroya redujo los aportes al Alto Guadiana desde el Acuífero 23, el embalse del Puerto de Vallehermoso limitó los aportes del Azuer al Guadiana en su cabecera. Así, desde 1988 hasta 1996 apenas llegó a correr unos kilómetros aguas abajo del pantano, que mantuvo sus compuertas y desagües de fondo cerrados todo ese tiempo, incumpliendo así el mínimo caudal ecológico exigibles.

### Fauna piscícola
Debido a los acusados estiajes, que provocan que se seque prácticamente todo el cauce aguas abajo del pantano, la fauna piscícola es inexistente fuera de este, y solo cuando desagua los especímenes que habitan en él (en su mayoría especies de interés deportivo como carpas, peces gato o blackbass, todos ellos alóctonos) medran por el curso. 

### Vegetación de ribera
La conservación de los márgenes y su flora característica es igualmente nefasta. La vegetación riparia ha sido prácticamente erradicada desde la salida del pantano hasta el molino de "La Máquina", en el término de Daimiel. Solo quedan manchas de vegetación dispersas (en zonas de difícil acceso, meandros cerrados u obras de paso como puentes) y dada la presión agrícola y ganadera únicamente puede desarrollarse, y de forma limitada, el estrato herbáceo. 
Aguas abajo del molino de "La Máquina", y debido a los hundimientos del terreno ocurridos durante las inundaciones en 1996, -que hicieron la zona en intransitable a los tractores agrícolas-, la presión sobre las márgenes se había relajado y el cauce volvía a renaturalizarse al prosperar la vegetación riparia incluso con algunos bosquetes de árboles. Sin embargo, desde 2015, con la subida de los niveles freáticos derivada de las lluvias de 2010-2012 y las subvenciones públicas a la reconversión agraria, han resurgido los cultivos intensivos en la comarca, y vuelve a haber una intensa presión agraria sobre sus márgenes. 

### Estado del cauce
La conservación física del cauce es lamentable, como consecuencia de décadas sin control ni sanciones por parte del organismo encargado de su vigilancia. Son habituales las actuaciones ilegales cometidas por muchos riberiegos no solo en la zona de policía, sino en el DPH e incluso sobre el propio cauce, que han dejado reducido a la mínima expresión y casi convertido en un canal de desagüe. La roturación del cauce es habitual hasta solo centímetros del canal artificial, así como todo tipo de puentes artesanales, acopios de escombro, disposición de basuras o voluminosos y vertidos contaminantes por parte de empresas y particulares incívicos, que lo usan a modo de vertedero.

### Vertidos y contaminación
A pesar de los múltiples puntos de vertido incontrolado, apenas quedan focos visibles de contaminación, arrastrados por las sucesivas avenidas e inundaciones. Sin embargo, el cauce es receptor directo de todas las aguas depuradas de las localidades de La Solana, San Carlos del Valle, Membrilla, Manzanares, y cuando las lluvias son intensas y rebosa la el laguna de Navaseca, -donde van las de la depuradora de Daimiel-, pueden llegar hasta el entorno del molino de "El Nuevo" a través de un canal hormigonado. Tampoco son infrecuentes los vertidos sin depurar de numerosas empresas de la zona aprovechando la presencia de agua en el cauce. Existen numerosos vertederos de áridos en la vega, -algunos en Daimiel lindando con el propio cauce- donde se han arrojado, sin control y durante décadas, todo tipo de residuos -incluso peligrosos-, así como varias graveras; la última de ellas excavada en fechas tan recientes como 2002 para extraer rellenos para la construcción de la A-43 y reutilizada como presunta "balsa de regulación de avenidas", si bien se da la particularidad de permitir su aprovechamiento agrícola.

## Etnografía

### Molinos hidráulicos
El curso del Azuer alberga varios molinos harineros tradicionales, algunos de ellos con varios siglos de antigüedad, como atestiguan tanto sus ruinas como los canales laterales excavados paralelos a la madre vieja del río. Destacan los de Santa Elena, Blanquillo, los Álamos, el Paso y el Comendador (en La Solana), de la Piña y del Rezuelo (en Membrilla), Cinco Puentes, Chico y de Don Blas (en Manzanares). Daimiel solo tenía un molino cercano en el curso del Azuer, "el Molinillo" (hoy totalmente desaparecido) ya que los más productivos aprovechaban los potentes y constantes caudales aguas abajo de su confluencia con la corriente de los Ojos del Guadiana: sin contar con otros 5 situados aguas arriba de aquella corriente, se contaban el Nuevo de Curenga, el de Griñón y el de Molemocho (con 3, 3 y 5 piedras respectivamente, cuando todos los anteriores contaban con una única piedra de moler, lo que atestigua la ventaja que suponía el aporte de la descarga de los Ojos).

### Motillasy yacimientos arqueológicos
Los primeros pobladores del río datan al menos de la Edad del Bronce, como atestigua la Motilla del Azuer, en el término de Daimiel, y otras extendidas a lo largo del río que aún no se han excavado como la Motilla del Espino en Membrilla. Se trata de uno de los más importantes yacimientos de dicho período en el interior de la península ibérica. Esta obra, asociada a un enorme pozo para el abastecimiento de la población durante los períodos de sequía, es a la vez fortaleza, lugar de almacenamiento de grano y comida y refugio, tiene planta aproximadamente circular y más de 45m. de diámetro.

## El fenómeno delAzuer remontante
En el invierno de 1997, tras meses caracterizados por precipitaciones inusualmente generosas en su cabecera, y tras 8 años de permanecer seco tras el cierre de la esclusa de su pantano, el Azuer corrió con abundante caudal a lo largo de casi todo su curso, hasta llegar a su confluencia con el antiguo cauce procedente de los Ojos del Guadiana, que había permanecido seco desde 12 años atrás. El terreno cedió ante el peso del agua, abriéndose importantes oquedades de varios metros de profundidad asociadas a las turberas quemadas existentes en su lecho, así como a procesos kársticos. El río fue avanzando poco a poco, a medida que inundaba los huecos, llegando hasta el molino de Griñón, donde incluso el gran caudal que presentaba desapareció en el subsuelo durante semanas sin que aparentara saturarse.
Unas semanas después, también a consecuencia de las precipitaciones, el Cigüela arrastró grandes caudales de agua procedentes de todos sus afluentes, que entraron por la zona norte del Parque Nacional de Las Tablas de Daimiel y fueron contenidos por el dispositivo hidráulico de la Isla de Moreno, lo que provocó un súbito aumento del nivel del agua en el parque y que las aguas procedentes del Cigüela remontaran parte del curso del Azuer, hasta el molino de Griñón, prácticamente encontrándose con las que corrían en sentido natural, pero siendo engullidas ambas corrientes hacia el subsuelo en un tramo de unos pocos cientos de metros. Años después, los tarayes (arbustos adaptados al agua salobre que no proliferaban en el curso del Azuer, de agua dulce) brotaron en toda la zona anegada por el agua remontante, como prueba de aquel fenómeno anómalo.